# Ovington Eugene Weller
Ovington Eugene Weller (ur. 23 stycznia 1862, zm. 5 stycznia 1947 w Baltimore, Maryland) – amerykański polityk i prawnik związany z Partią Republikańską.
W latach 1921–1927 był przedstawicielem stanu Maryland w Senacie Stanów Zjednoczonych.
Jego ciało pochowane jest na Narodowym Cmentarzu w Arlington.